# 小平與小安
《小平與小安》是1985年7月3日至同年9月24日中華電視台於每個星期三晚間6點至6點半時段播出的自製電視動畫，由泰威卡通公司與中華電視台歷經3年籌劃、拍攝，耗費約新台幣9,000,000元整的資本創作，更為台灣電視史上第一齣完全台灣自製的動畫。

## 概要
有別於日本電視動畫，《小平與小安》為中華電視台與泰威卡通共同製作的台灣首部電視動畫，全由台灣製作。其格式為16釐米膠卷，於電視播出。華視將其定義為兒童動畫節目，於晚間時段播出。
《小平與小安》母帶曾遭受泰威卡通火災坡及，但幸好搶救過程順利。

## 劇情
敘述一個王姓家庭的故事。家庭成員有王伯伯、王媽媽、王小平，以及王小安等四名成員，外加一隻路旁撿到的人格化大頭鵝「大大」，住在民生社區的一棟公寓內。除了敘述王家發生的事情，亦有基督等傳福音的劇情。

## 登場角色

### 主要角色
王家屬中產階級，而家中的四位成員均為基督徒。
王小平
配音：靳東美
就讀小學一年級的男孩，本作男主角。個性調皮又倔強，很愛玩陀螺，也曾翹課過，讓父母擔憂。算是眾人眼中的頭痛人物。
儘管偶爾對父親不尊重，但非常尊敬耶穌。有困難時會向耶穌禱告。
王小安
配音：華珊
就讀幼稚園小班的女孩，本作女主角。個性溫和、可愛，很孝順父母。是王爸爸與王媽媽喜愛的掌上明珠。
儘管個性溫和、可愛，但偶爾還是有個性倔強的時候。例如有一次色紙遺失，就誣賴哥哥偷走色紙。
王伯伯
配音：孫德成
小平與小安的爸爸，本名「漢強」。任職於某公司的中級職員，體態肥胖，也很矮（比自己的妻子還要矮）。有時對小平與小安嚴厲，但仍然是有父親的榜樣。
王媽媽
配音：靳東美
小平與小安的媽媽，本名「美華」。任職於學校，擔任音樂老師。很喜歡撿便宜，常常不放過商場的特賣會。但對於新買的東西有所損壞，而感到心痛不已。個性溫柔，與丈夫的個性相比，是個不太愛發脾氣的女人。但如果遇到小平調皮的時候，仍然會很嚴厲。
大大
頭很大的人格化鵝，無家可歸。在一次被狗欺負，情況危急之下，被王小平以陀螺救出。隨後跟著兄妹倆一起回家，並在取名「呱呱」或「嘟嘟」後，最後被決定名為「大大」，成為王家一份子。
由於人格化的關係，大大很善解人意，偶爾會幫家裡的忙；但有時會幫倒忙。例如在第一集，小平替爸爸倒熱開水時，大大以為杯子裝的是好玩的東西，結果大大的調皮讓小平不慎失手打破玻璃杯，熱水也不小心燙到大大。

### 其他角色
叫賣攤販
第一集登場。在公園旁販售蔬菜雕花器具的老闆。在推銷產品之際，也不忘向顧客說明「孝順」的重要性。
陳飛龍
第二集登場，別名「小龍」。與翹課的王小平一起到新公園、國父紀念館，以及西門町遊玩而不上課的不良少年。因缺乏父母的愛，父親長期應酬幾乎不回家吃飯、母親愛打牌，導致其個性偏差，甚至還有即使是在港式茶點餐廳用餐時，對王小平請客，卻要求交出餐點費用的無理要求。第一人稱是「老子」。
老先生
第二集登場的男性長者，擁有一種能夠在短時間內從一個點移動到另一個點的瞬間移動能力，總是付出自己的心力，視他人為自己的子女耐心教導做人處事的道理。在新公園內教導王小平與小龍「知錯能改」、「浪子回頭」的道理。但小龍幾乎不接受老先生的建議，依然錯下去。而在之後看到逃家與逃學已久的小平，鼓勵小平可以回家向父母認錯，絕對不會挨父母罵的。
三爺
第二集登場。與另一名女性「二百五」是一搭一唱的夥伴，擅長第三隻手之扒竊。下場與二百五一樣，被警察活逮。
二百五
第二集登場。與另一名男性「三爺」是一搭一唱的夥伴，擅長以道具進行催眠術將人迷惑，還對小平灌輸錯誤的概念。下場與三爺一樣，被警察活逮；而催眠道具在逃跑之際被毀損。
毒魚者
第四集登場。以下毒方式毒害魚隻後，將被毒死的魚順手帶走，好成為盤中餐之不當分子。
捏麵人老公公
配音：孫德成
第四集登場。以高超的手藝捏造許多可愛捏麵人的老先生。製作捏麵人之際，也向小朋友說了《聖經》的《創世紀》故事，說明上帝從第一天到第七天創造天地萬物的經歷。
小魚
第五集登場。因人類破壞河川，導致失去家園的小魚，出現在小平的夢裡。懇求小平要幫助動物群。起初小魚與動物群都不相信小平的善意，之後經過小鮭魚因被小平獲救的解釋後，才逐漸相信小平的真心。
河邊遊玩的三名少年
第五集同時登場。看到小平設立愛護動物的告示牌，起初認為小平的作法很愚蠢，後來同意小平做法的三名少年。
娟娟
第六集登場。自小失明，與扶養他長大的祖母相依為命。由於他對每個事情都覺得很正向，啟發了小安的內心。
娟娟的祖母
第六集登場。對孫女娟娟照顧有加，並認為娟娟是個很懂事與善解人意的孩子。
小金與小黑
第七集、第十集，與第十二集登場，是小平的死黨。小金本名姓「周」或「陳」；小黑本名姓「吳」。
在第七集，與小平一起在工地裡玩「丟石頭」遊戲。在第十集，捉弄還在熟睡中的丁伯伯。在第十二集，聯手捉弄丁丁，讓丁丁與王小平無法取得越野車比賽優勝。
張爺爺
第七集登場。被小平在工地玩「丟石頭」遊戲時，因扔出的石頭打傷眼睛的年長者。對於小平的認錯既往不咎，並讚譽有加。
張奶奶
第七集登場。照顧因眼睛受傷的張爺爺之女性年長者。
小虎
第八集登場。時常與家人到國父紀念館進行晨跑與太極拳的小孩。由於小虎的早起，啟發了小安希望自己的爸爸也能早起運動的希望，卻反而適得其反。
張伯伯
第八集登場。是親臨王家診察並治療因王漢強疲勞過度之醫師。
嘟嘟
第九集登場。原本是王小安在舞蹈教室的芭蕾舞舞伴，但在劇情後段因受傷，無法參加教會正式演出的女孩。
舞蹈老師
第九集登場。是負責教導王小安與嘟嘟的舞蹈老師。
陳老師
配音：華珊
第十集登場。本名陳月娥，是曾在台北市民生國小負責教導王小平等人的級任老師；更是替王小平報名說故事比賽，且訓練王小平建立信心的關鍵人物。
在劇情後段，因為陳老師父親過世，陳老師的母親也病倒，故必須辭職返回台南的老家。不過對於王小平希望的溜冰鞋獎勵，卻沒有忘記。
丁伯伯
配音：孫德成
第十集登場。是台北市民生國小的工友，擅長園藝，很愛護花卉。曾被王小平等三人在熟睡之際捉弄。
小莉
第十一集登場。是從美國到台灣暫時定居的美國人。一開始不喜歡王小平的調皮，在之後慢慢接受，成為好朋友。當小莉將回到美國時，王小平與王小安等人均不捨，但也只能尊重小莉父親的作法。
在劇情後段，王小平與王小安收到小莉的來信。從信封的寄件者地址敘述，小莉住在美國加州蒙特利公園。
丁丁
第十二集登場。被小金與小黑稱為「小博士」，是一位有著深度近視的男性孩童。有著一個照顧他很深的奶奶，但奶奶對他卻是過於照顧而不聽孩子的建議。
丁丁對越野自行車非常有興趣，其騎車技術的指導者是王小平。
丁丁的奶奶
第十二集登場。是專門照顧丁丁的女性年長者。相當反對自己的孫子騎乘越野車，認為這種運動太危險，很可能會造成受傷，甚至還不想聽孫子的心聲。
在劇情後段，丁丁的奶奶之個性漸漸開朗，對自己孫子也沒有先前那麼嚴厲了。
小平與小安的外婆
第十三集登場。是趁居住地整修之際，到漢強與美華家暫時居住之女性年長者。喜愛花卉，曾教導小平與小安如何進行園藝，也教導小平不該「揠苗助長」的道理。

## 製作團隊
片頭製作資訊
- 制作人：華慧英、洪善群
- 導演：郭承威
- 編劇：王友輝、杜泰生、方益霞、黄秀珍
- 造型設計：王亞泉
- 美術設計：呂世文
- 音樂策劃：洪善群
- 作曲：范宗沛

片尾（除配音以外）謝幕資訊
- 助理導演：倪中立、朱偉光
- 原畫：顔順發、羅永基、小治、舉舉、張文麗、森森、吳福漳、吳爲章、沈錢鏞、柔柔、楊忠財、陳世昌
- 動畫：陳進鴻、湯捷盛、曾炳榮、鍾燕貞、宋苹、柯慶裕、何艷慧、徐憶租、邱俊煌、郭新龍、楊明珠、楊國光、莊宏敏、謝自然、王得坤、蕭永富、黄名豐、王俊茂、黄隆彬、廖雪菊、蔡明輝、陳炳勲、楊忠財、沈錢鏞
- 色彩設計：翁月琴
- 彩色特效：李明霞
- 描線：陳美惠
- 着色：林怡帆、陳美惠、魏鳳月、蘇秀娥、張靜技、李明麗、洪麗敏
- 背景：陳建宏、惠民
- 幕後主唱：王海黎
- 攝影、配音、剪輯：中華電視台節目部
- 共同製作：中華電視台、泰威卡通公司
- 感謝：救世傳播協會、洪善群先生、國立臺南藝術大學、音像藝術媒體中心、曾吉賢老師及全體師生

## 集數列表
- 第一集（1985年7月3日播出）：〈孝順！好難啊！〉
- 第二集（1985年7月10日播出）：〈逃學的一天〉
- 第三集（1985年7月17日播出）：〈冤枉〉
- 第四集（1985年7月24日播出）：〈動物的權力 上〉
- 第五集（1985年7月31日播出）：〈動物的權力 下〉
- 第六集（1985年8月7日播出）：〈愛美的小安〉
- 第七集（1985年8月14日播出）：〈我錯了，對不起〉
- 第八集（1985年8月21日播出）：〈愛就是陪爸爸晨跑〉
- 第九集（1985年8月28日播出）：〈這是我的獎章〉
- 第十集（1985年9月4日播出）：〈老師，我敬愛你〉
- 第十一集（1985年9月11日播出）：〈好朋友〉
- 第十二集（1985年9月18日播出）：〈越野車〉
- 第十三集（1985年9月25日播出）：〈哇！開花了〉

## 後續
2018年，華視與救世傳播協會、國立台南藝術大學音像藝術媒體中心合作進行《小平與小安》母帶數位修復。2021年4月13日起至同年7月6日為止，《小平與小安》數位修復版添增中文字幕共13集，均被上傳至YouTube「華視懷舊頻道」，供觀眾回味。

## 外部連結
- YouTube上的華視懷舊頻道《小平與小安》播放列表